# Das Bildnis
Das Bildnis, in Deutschland unter dem Titel Herrin der Pussta verliehen, ist ein österreichischer Spielfilm des belgischen Regisseurs Jacques Feyder mit der Französin Arlette Marchal in der Hauptrolle.

## Handlung
Das titelgebende Bildnis wird in einem Schaukasten eines Fotografen ausgestellt und erregt die Aufmerksamkeit von vier Männern, die absolut fasziniert von der abgebildeten Dame sind. Jeder von ihnen, ein Maler, ein Ingenieur, ein Seminarist und ein Diamantenschleifer, macht sich daraufhin auf die Suche nach jener geheimnisvollen Schönen.
Diese heißt in Wirklichkeit Madeleine Fontevrault, ist die Gattin eines deutlich älteren Mannes und residiert ebenso wohlhabend wie zutiefst unglücklich auf einem abgelegenen Herrensitz mitten in der ungarischen Puszta. Das Schicksal will es, dass jeder dieser Männer, die unerkannt voneinander nach dieser Frau fahnden, der im Bildnis Dargestellten nie begegnen werden und alle Beteiligten zutiefst frustriert zurückbleiben.

## Produktionsnotizen
Das Bildnis wurde, obwohl eine in Ungarn gedrehte, Wiener Produktion, zuerst in Belgien (am 2. Oktober 1923 als L’image) gezeigt. In Österreich kam es Anfang Oktober 1924 zu einer ersten Präsentation, doch wurde der Streifen erst im darauffolgenden Herbst 1925 einem Kinopublikum präsentiert. Im Original über zwei Stunden lang, wurde der Film bei der Verleihung in Wien 1925 auf 2336 Meter (gut anderthalb Stunden) heruntergekürzt.
Alexander Ferenczy entwarf die Filmbauten, Walter Robert Lach assistierte Chefkameramann Léonce-Henri Burel.

## Kritiken
Der Rezensent der Neuen Freien Presse erklärte, von Feyders Inszenierung „zu tiefst ergriffen“ gewesen zu sein und sah in dem Film „echteste Poesie“.
Georges Sadoul fand, dass Das Bildnis „durch ein ungewöhnlich gescheites Drehbuch“ auffiel.
Jerzy Toeplitz’ „Geschichte des Films“ nannte den Film wie andere Inszenierungen Feyders jener Jahre „redlich, wenn auch nicht bedeutend“.